# HEACC
HEACC (Conference on High-Energy ACCelerators) — первая международная научная конференция по тематике физики ускорителей, проводилась с 1956 по 2001 год. Впервые конференция этой серии проводилась на базе международного центра ЦЕРН в 1956 году как первая неделя сипозиума "CERN Symposium on High Energy Accelerators and Pion Physics", посвящённая ускорителям высоких энергий и физики пионов, в ней приняло участие свыше 200 физиков (в том числе из СССР), представивших более 80 докладов. В дальнейшем конференция проводилась через 2-3 года.

## География
- 1 (1956) ЦЕРН, Швейцария,
- 2 (1959) Женева, Швейцария,
- 3 (1961) Аптон[англ.], США,
- 4 (1963) Дубна, СССР, , ,
- 5 (1965) Фраскати, Италия,
- 6 (1967) Кембридж, США,
- 7 (1969) Ереван, СССР,
- 8 (1971) Женева, Швейцария,
- 9 (1974) Стэнфорд, США,
- 10 (1977) Протвино, СССР,
- 11 (1980) Женева, Швейцария,
- 12 (1983) Батавия[англ.], США,
- 13 (1986) Новосибирск, СССР,
- 14 (1989) Цукуба, Япония,
- 15 (1992) Гамбург, Германия,
- 16 (1995) Даллас, США,
- 17 (1998) Дубна, Россия,
- 18 (2001) Цукуба, Япония,